# Decauville-Bahn der Pariser Weltausstellung (1889)
| Zug vor dem Pavillon de l’Algérie |                                                |                                               |                                               |
| Streckenverlauf |                                                |                                               |                                               |
| Streckenlänge: | 3 km                                           |                                               |                                               |
| Spurweite: | 600 mm (Schmalspur)                            |                                               |                                               |
| Maximale Neigung: | 28 ‰                                           |                                               |                                               |
| Minimaler Radius: | Auf freier Strecke: 30 m An Haltestellen: 20 m |                                               |                                               |
| Streckengeschwindigkeit: | 10 km/h                                        |                                               |                                               |
| Zweigleisigkeit: | Im Abstand von 2 m                             |                                               |                                               |
| |                                                |                                               |                                               |
| \| \| 0 \| Pavillon de l’Algérie Esplanade des Invalides \| Pavillon de l’Algérie Esplanade des Invalides \| \| \| \| Boulevard de La Tour-Maubourg \| \| \| \| \| Galeries de l’Agriculture[1] \| \| \| \| \| Unterführung 20 m \| \| \| \| \| Galeries du Palais de l’Alimentation[1] \| \| \| \| \| Avenue de la Bourdonnais \| \| \| \| \| Unterführung 106 m \| \| \| \| \| Galeries du Pont d’Iéna[1] Eiffelturm \| \| \| \| 3 \| Galeries des Machines[2] Avenue de Suffren \| Galeries des Machines[2] Avenue de Suffren \| |                                                |                                               |                                               |
| Kopfbahnhof Streckenanfang (Strecke außer Betrieb) | 0                                              | Pavillon de l’Algérie Esplanade des Invalides | Pavillon de l’Algérie Esplanade des Invalides |
| Bahnübergang (Strecke außer Betrieb) |                                                | Boulevard de La Tour-Maubourg                 | Boulevard de La Tour-Maubourg                 |
| Haltepunkt / Haltestelle (Strecke außer Betrieb) |                                                | Galeries de l’Agriculture                     | Galeries de l’Agriculture                     |
| Tunnel (Strecke außer Betrieb) |                                                | Unterführung 20 m                             | Unterführung 20 m                             |
| Haltepunkt / Haltestelle (Strecke außer Betrieb) |                                                | Galeries du Palais de l’Alimentation          | Galeries du Palais de l’Alimentation          |
| Bahnübergang (Strecke außer Betrieb) |                                                | Avenue de la Bourdonnais                      | Avenue de la Bourdonnais                      |
| Tunnel (Strecke außer Betrieb) |                                                | Unterführung 106 m                            | Unterführung 106 m                            |
| Haltepunkt / Haltestelle (Strecke außer Betrieb) |                                                | Galeries du Pont d’Iéna Eiffelturm            | Galeries du Pont d’Iéna Eiffelturm            |
| Kopfbahnhof Streckenende (Strecke außer Betrieb) | 3                                              | Galeries des Machines Avenue de Suffren       | Galeries des Machines Avenue de Suffren       |

Die Decauville-Bahn der Pariser Weltausstellung 1889 (französisch Chemin de fer intérieur de l’Exposition universelle de 1889) war eine drei Kilometer lange Decauville-Schmalspurbahn mit einer Spurweite von 600 mm, die während der Weltausstellung Paris vom 6. Mai bis 31. Oktober 1889 von der Esplanade des Invalides zur Avenue de Suffren fuhr.

## Streckenverlauf

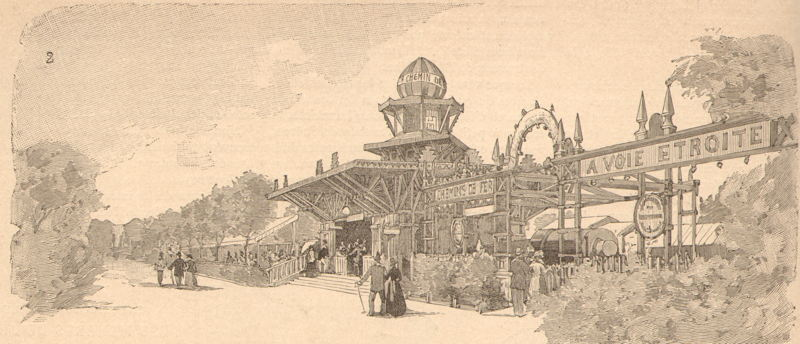
Station de la Concorde (Esplanade des Invalides)

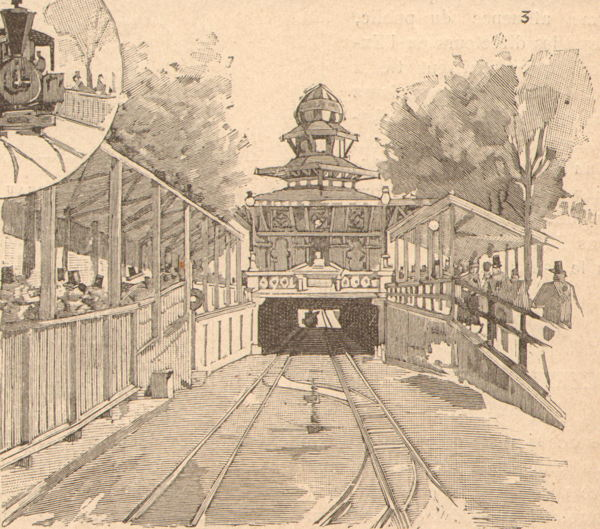
Unterführung am Eiffelturm (Pont d’Iéna)

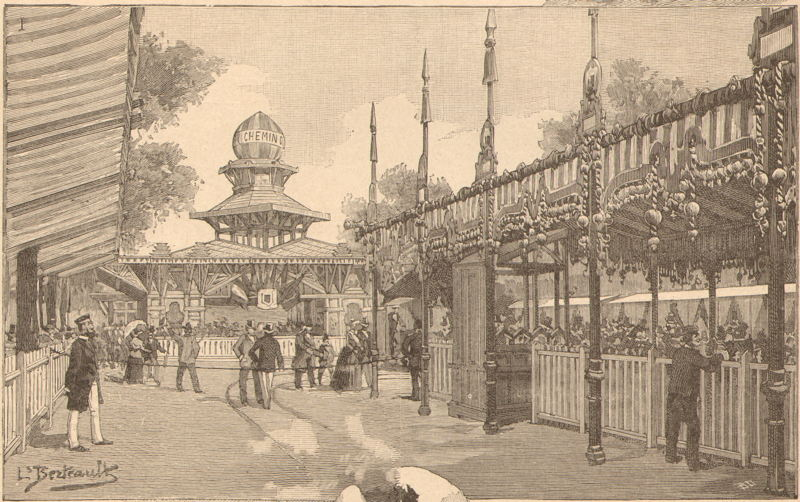
Station de la Tour Eiffel (Pont d’Iéna)

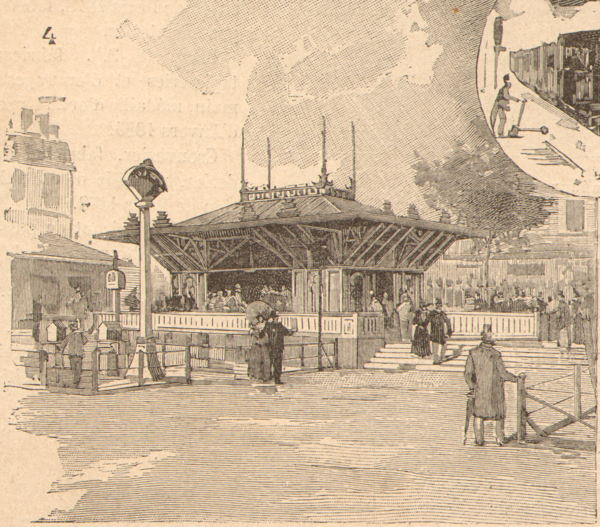
Station du Palais des Machines (Avenue de Suffren)

Die Fläche der Weltausstellung von 1889 war mit 90 Hektar zu groß, um sie ausschließlich zu Fuß zu erkunden. Daher wurde eine interne Eisenbahn gebaut, die die Ausstellungsgebäude an der Esplanade des Invalides mit denen unter dem Eiffelturm verband. Die drei Kilometer lange Bahnstrecke begann 250 Meter von der Concorde-Brücke entfernt am Außenministerium in der Nähe der Seine. Sie durchquerte die Esplanade des Invalides und folgte dem Quai d’Orsay am Seineufer innerhalb des Zauns der Weltausstellung zwischen den zwei Baumreihen, die am weitesten vom Ufer entfernt standen. Sie überquerte den Boulevard de La Tour-Maubourg an einem Bahnübergang, verlief in einem 106 m langen Tunnel unter der Avenue Rapp und Avenue Bosquet, überquerte die Avenue de la Bourdonnais, fuhr dann in einer Unterführung am Eiffelturm vorbei und bog schließlich in einem 90°-Bogen in die Avenue de Suffren ein, der sie bis zur Endstation an der Galerie des Machines folgte.
Außer den beiden Endstationen gab es am Quai d’Orsay drei Haltestellen: die erste an der Malar-Kreuzung, die zweite gegenüber dem Palais des Produits Alimentaires, die dritte an der Ecke von Quai d’Orsay und Avenue de Suffren. Die Infrastruktur und Schienenfahrzeuge wurden von Decauville geliefert. Die Strecke war zweigleisig mit einem Abstand von zwei Metern.
Die Stationsgebäude an den Haltestellen waren von Weitem sichtbare Sehenswürdigkeiten, die die Fahrgäste anzogen. Der Sohn eines der Konzessionäre, Louis Gaillot, ein junger Architekt, gab ihnen Formen von ungewöhnlicher Originalität und Funktionalität. Die Markisen, die die Bahnsteige überdachten, boten den Fahrgästen Schutz vor Witterungseinflüssen. An den Endbahnhöfen gab es Buffets, an denen sich die Fahrgäste treffen und ausruhen konnten.

## Bau
Die Strecke wurde vom Generaldirektor der Arbeiten, Monsieur Alphand, entworfen, der Antoine Gaillot und Paul Gallotti von Gaillot et Cie den Auftrag gab, die Strecke unter der Aufsicht von Monsieur Lion, dem Ingenieur der Ausstellung, zu bauen. Die Bauarbeiten wurden von dem stellvertretenden Chefingenieur und für die Metallarbeiten verantwortlichen J. Charton geleitet, der sich insbesondere mit dem Bau der Eisenbahn am Champ de Mars befasste.
Die Ausstellungsbahn enthielt Steigungen von bis zu 28 ‰, während die kleinsten Radien auf freier Strecke 30 m und an den Haltestellen 20 m betrugen. In einem Fall traf ein Bogen mit 30 m Radius mit einer Steigung von 28 ‰ zusammen. Das Lichtraumprofil war mit 5,2 m in der Breite und 2,96 m in der Höhe durch den Abstand der Bäume auf dem Quai d’Orsay vorgegeben und derart knapp bemessen, dass die Führerstände der Lokomotiven verschmälert werden mussten. Die Bahnübergänge wurden anfänglich durch Schutzgatter abgesperrt, deren Bedienung aber zu viel Zeit beanspruchte, so dass in der Folge während der Durchfahrt eines Zuges einfach ein schlaffes Seil gezogen wurde. Insgesamt gab es 5 Haltestellen, wovon eine zur Wasserspeisung der Lokomotiven diente.
Die Lokomotivschuppen standen außerhalb der Ausstellung und bestanden aus einer kleinen Werkstatt, einer Remise und einer Putzgrube, die mit vier Schraubenwinden zum Auswechseln der Radsätze versehen war. Die Putzgrube war ergonomisch eingerichtet, mit 2,8 m Länge und 1,2 m Tiefe, so dass ein Mann darin stehend arbeiten und die Lokomotiven in allen Teilen untersuchen konnte.

## Betrieb

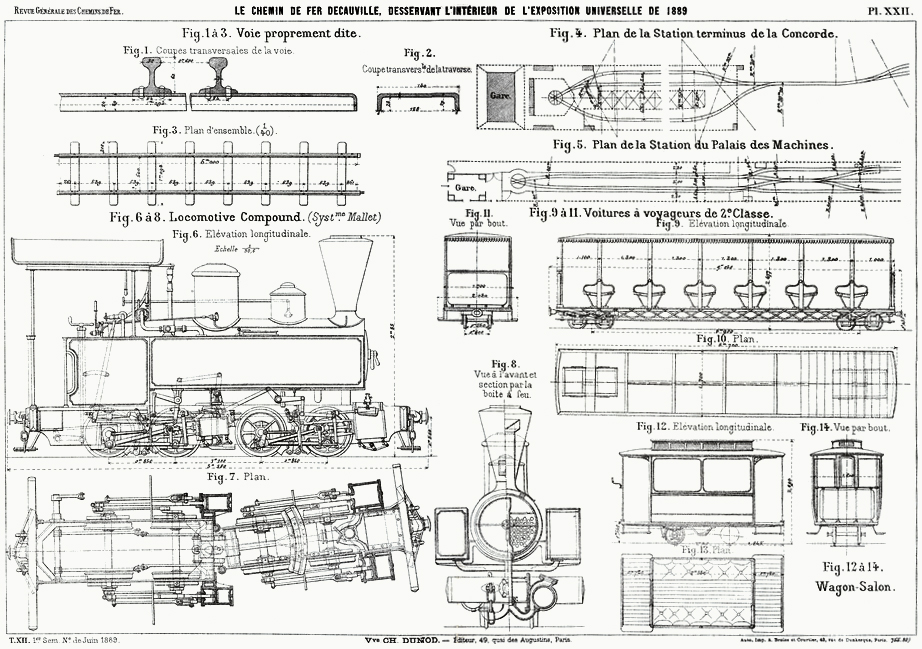
Historische Zeichnungen

Es gab Vorschriften, die den Betrieb dieser Bahnstrecke durch den Konzessionär regelten. Die Züge mussten von 9 Uhr morgens bis Mitternacht alle zehn Minuten von den Endbahnhöfen losfahren, also sechs Züge pro Stunde oder 90 Züge pro Tag in jede Richtung. Sonntags konnten bis zu 150 Züge in jede Richtung fahren. Obwohl die Strecke über den größten Teil ihrer Länge vollständig gegen den öffentlichen Verkehr abgeschrankt war, wurde eine niedrige Höchstgeschwindigkeit von 10 Kilometern pro Stunde festgesetzt. Diese Höchstgeschwindigkeit sollte an bestimmten Punkten der Strecke, insbesondere an Bahnübergängen, an denen jedem Zug ein Bahnwärter vorausging, sogar auf vier Kilometer pro Stunde reduziert werden. Die Länge der Züge durfte 50 Meter nicht überschreiten und alle waren mit einer schnell wirkenden Bremse ausgestattet.
Der Fahrpreis lag einheitlich bei 25 Centimes pro Person im offenen Sommerwagen und bei 50 Centimes im Salonwagen, unabhängig von der Länge der Reise. Die Fahrgäste konnten ihre Fahrkarten an vielen Verkaufsstellen im Voraus lösen. Es reichte aus, die Fahrscheine den Bahnbediensteten vorzulegen, um in den Wagen einzusteigen. Am Ausgang wurden sie an den Drehkreuzen deponiert. Laut offizieller Zählung wurden 6.342.446 Fahrgäste während der sechsmonatigen Betriebszeit befördert.
Zur Sicherheit gab es an jeder Haltestelle ein ferngesteuertes scheibenförmiges Formsignal, das nur freigegeben werden konnte, wenn die Schranke geschlossen war. Alle Züge wurden durch ein System von elektrischen Glocken angekündigt, das von den Bahnübergängen zum nächsten Bahnhof führte. Schließlich gab es in jeder Station einen Telefondienst des Bernheim-Systems.
Die Züge fuhren in Abständen von mehr als 90 Sekunden, wobei die Abfahrzeiten genau nach dem Fahrplan eingehalten werden mussten. An Wochentagen waren die Zugnummern 1 bis 252; an Sonntagen und bei besonders starkem Personenandrang wurden am Nachmittag bis 19:00 Uhr 42 Ergänzungszüge eingeschaltet, also fuhren bis 294 Züge pro Tag.

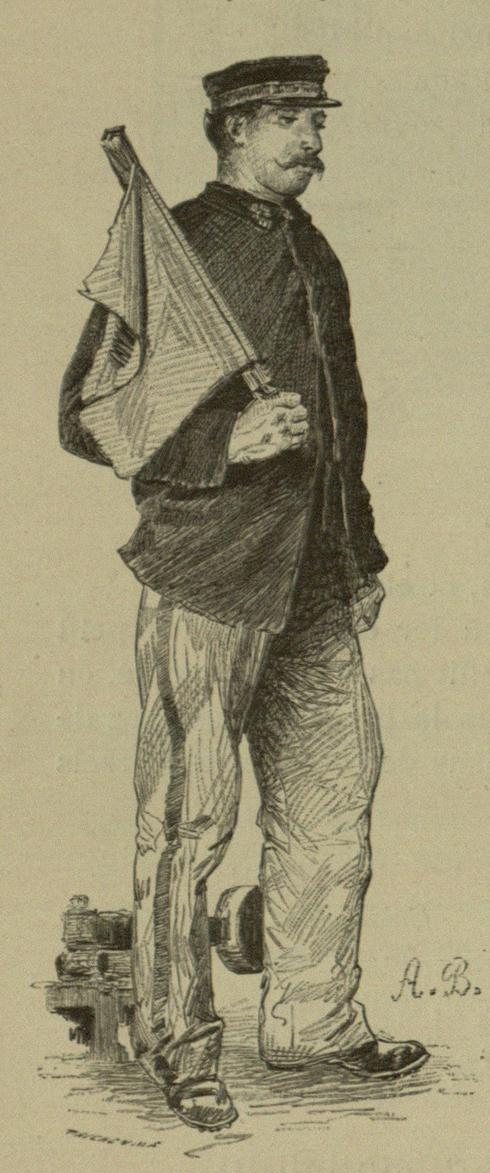
Bahnwärter
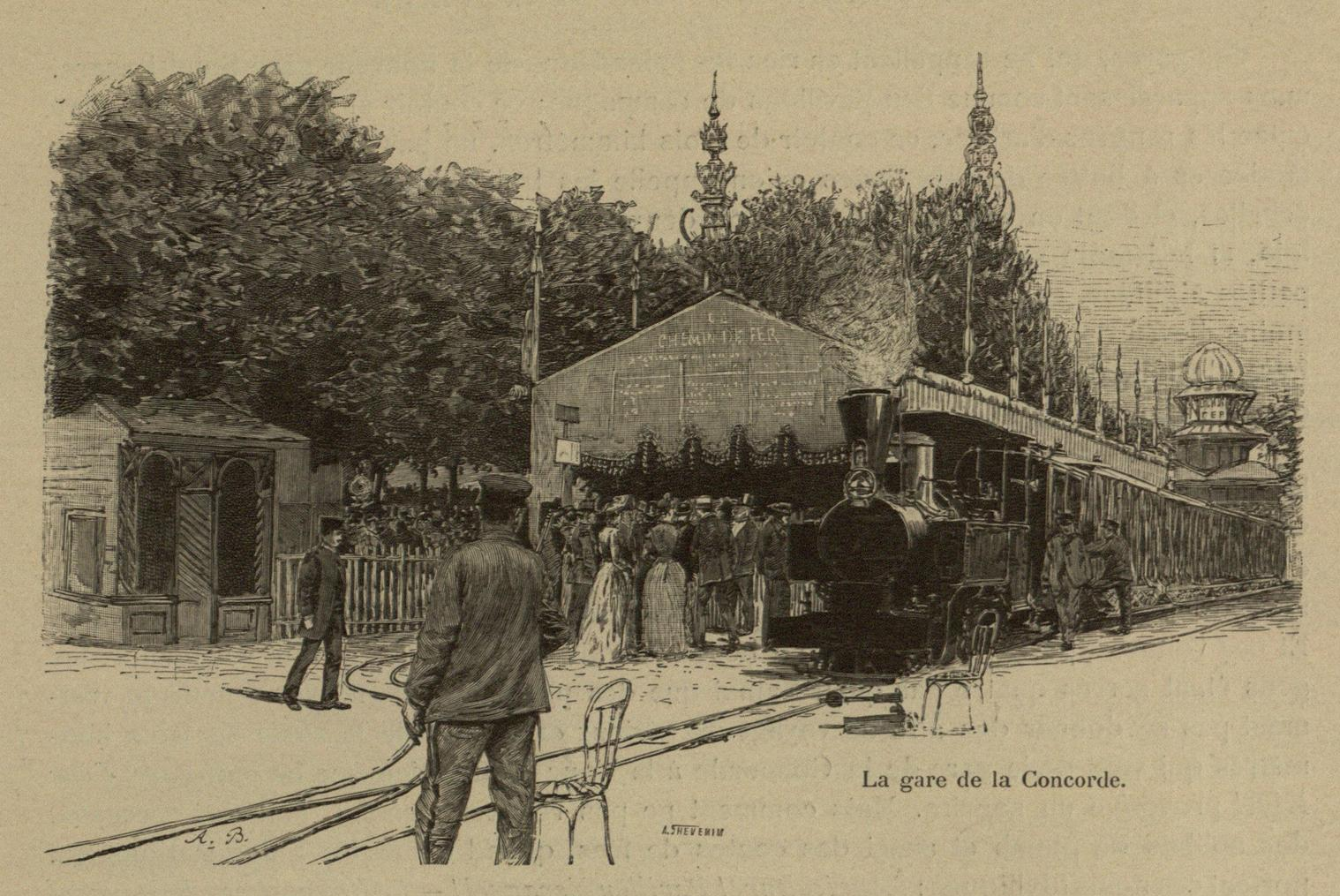
Station de la Concorde
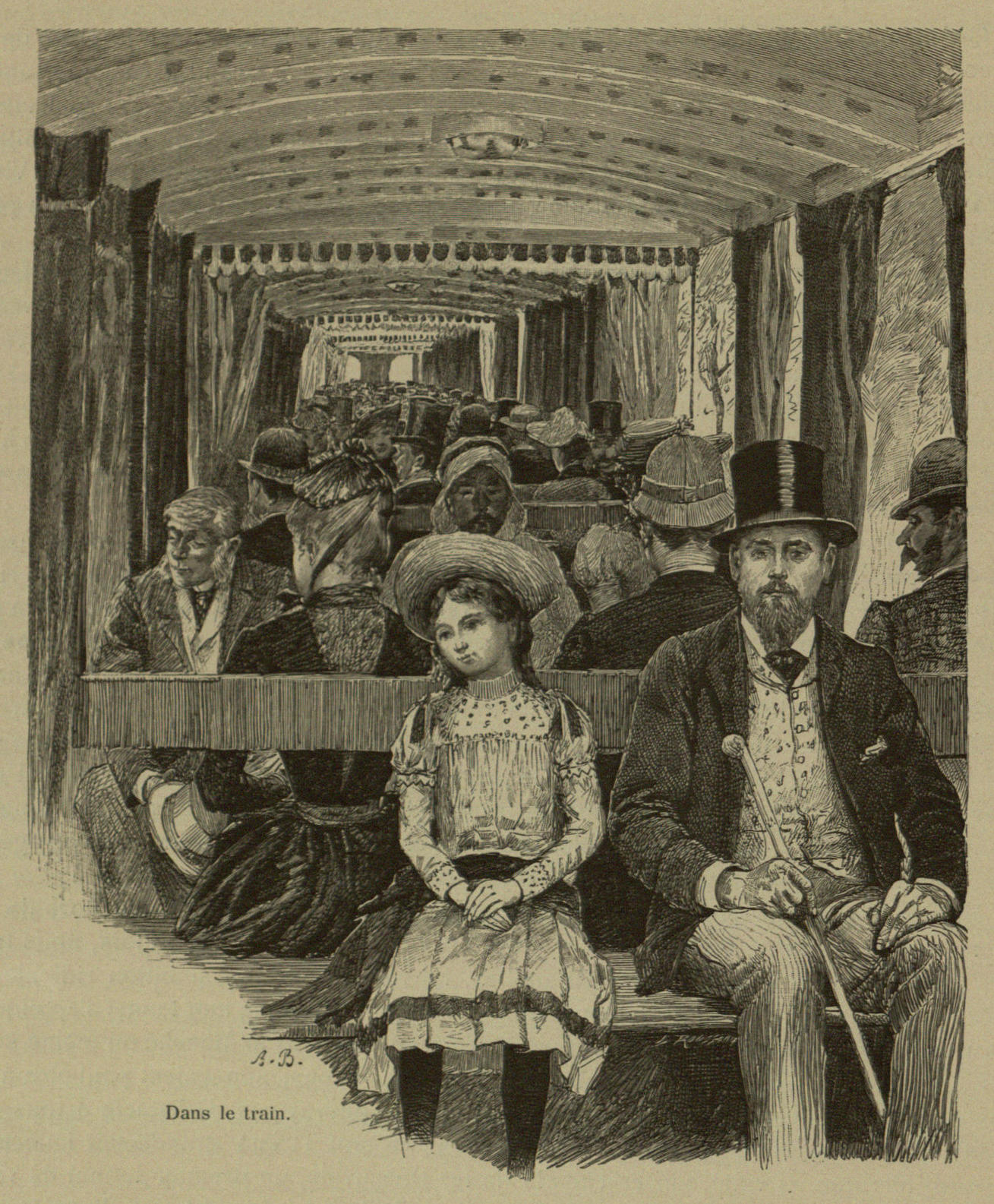
Im Wagen
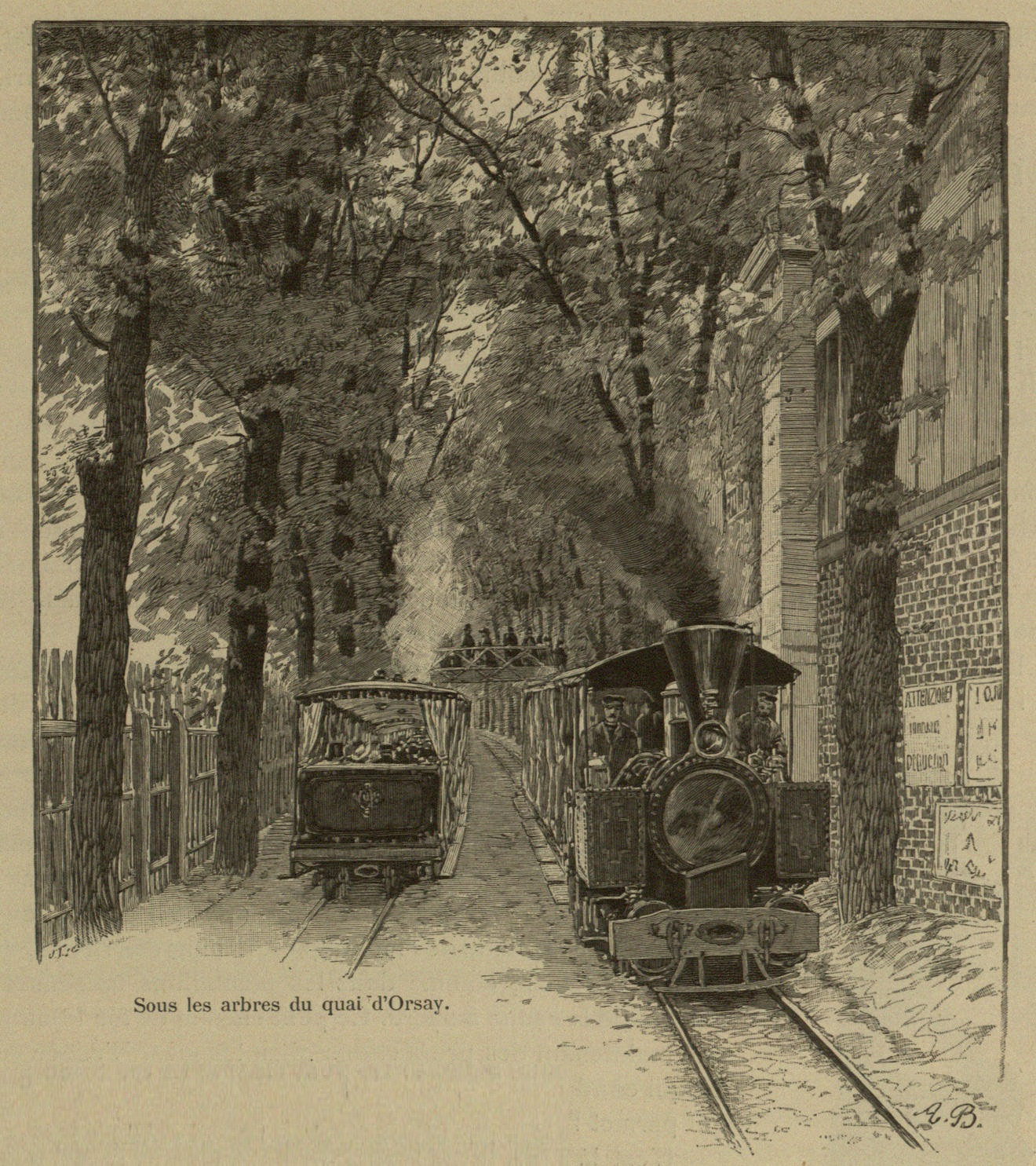
Gegenverkehr am Quai d’Orsay
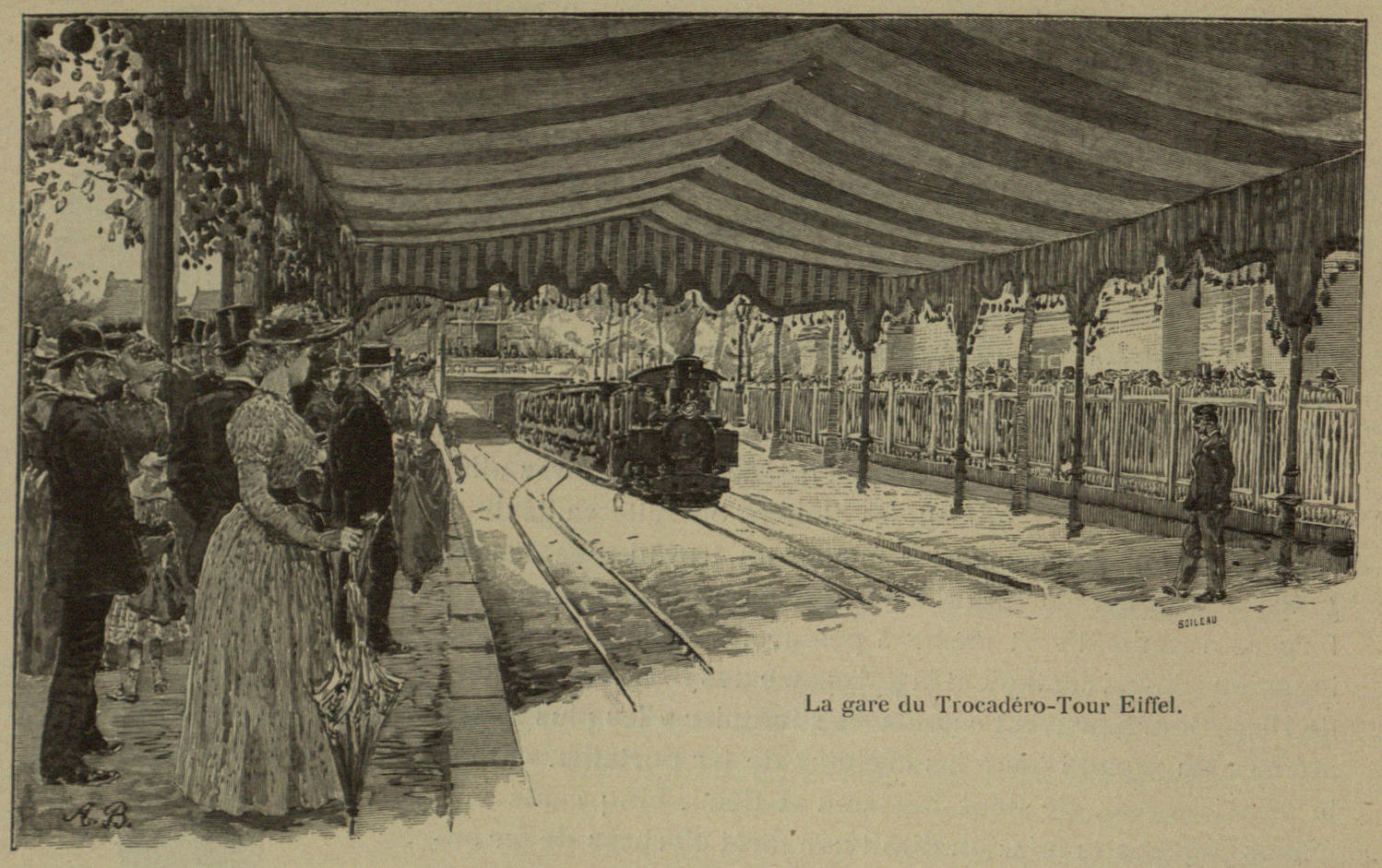
Am Eiffelturm
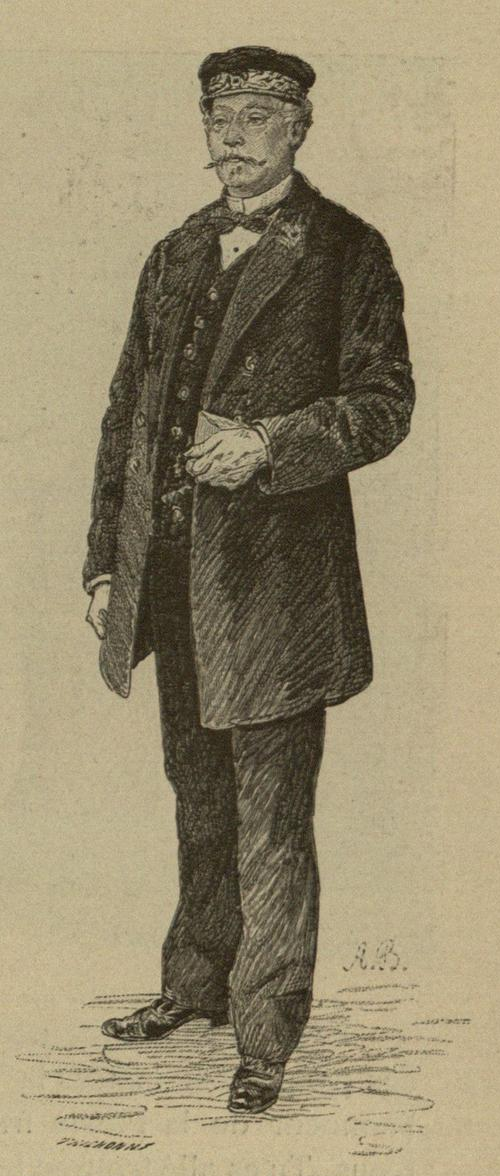
Stationsvorsteher

## Betriebskosten
Die sechs Mallet Doppel-Compound-Tenderlokomotiven wurden pro Tag 16 Stunden lang eingesetzt und legten mit einer Fahrgeschwindigkeit von durchschnittlich 23 km/h monatlich 8900 km zurück. Während des sechs-monatigen Betriebs mussten keine größeren Lokomotivreparaturen durchgeführt werden. Die Bedienung der Maschinen erfolgte in zwei Tagesschichten. mit jeweils 8 Stunden Dienstzeit. Anfänglich ergab sich eine ungleichmäßige Kraftwirkung in den beiden Drehgestellen, da das Hochdrucksystem zwar 36 PS das Niederdrucksystemaber nur 20 PS leistete. Nach genauerer Untersuchung der Indikatordiagramme wurden die Schieberüberdeckungen abgeändert, worauf sich eine ganz gleichmäßige Arbeit beider Systeme zeigte.
Nach dem ersten Betriebsmonat zeigte sich, dass der Betrieb der Bahn insgesamt 120 £ pro Tag kostete, davon 40 £ für Löhne, Treibstoff, Öl und Lager, 40 £ für die Abschreibung des Oberbaus und des rollenden Materials sowie für Kapitalzinsen, und 40 £ wurden beiseite gelegt, um die späteren Kosten für die Verfüllung der Tunnel und Einschnitte und die Wiederherstellung der Straßenbeläge zu decken. Darüber hinaus erhob die französische Verwaltung eine Steuer pro tausend beförderte Passagiere.
An einigen Tagen fuhren fast 40.000 Personen in die Ausstellung ein, und die Bahn beförderte innerhalb von sechs Wochen ihren millionsten Fahrgast. Sie erzielte in diesem Zeitraum Bruttoeinnahmen von 10.000 £ oder etwa 240 £ pro Tag. Auf dieser Grundlage wurde zuversichtlich prognostiziert, dass die Bruttoeinnahmen der Bahn während der sechs Monate der Ausstellung 70.000 £ übersteigen würden, da man es nicht für wahrscheinlich hielt, dass der Verkehr zurückgehen würde.

## Lokomotiven
Es wurden ausschließlich Dampflokomotiven verschiedener Bauarten eingesetzt. Eine stammte vom Artilleriekapitän Péchot, diese Fairlie-Doppellokomotive wurde speziell für den Einsatz der Armee entworfen. Zudem wurden Lokomotiven nach dem 1884 patentierten Mallet-Prinzip eingesetzt. Die Wagen, die für den Personenverkehr eingesetzt wurden, waren von unterschiedlichen Bauarten, die denen des Armeeministeriums ähnelten.
Es waren etwa 12 Dampflokomotiven und 100 Wagen verschiedener Bauart in Betrieb. Der Schwede Fredrik Arvidsson Posse kaufte zwei der in Paris vorgeführten Lokomotiven, Massouah und Turkestan, zwei Personenwagen und Gleismaterial und setzte sie auf der daraufhin am 16. Juli 1891 eingeweihten Helsingborg–Råå–Ramlösa Järnväg ein. Andere der ausgestellten Lokomotiven wurden später auf den Tramways de Royan, den Chemins de fer du Calvados und der Decauville-Bahn bei Diego Suarez genutzt:
| Achsfolge       | Gewicht | Werksnummer       | Händlernummer      | Name                                           | Bild | Anmerkungen |
| --------------- | ------- | ----------------- | ------------------ | ---------------------------------------------- | ---- | --- |
| 0-4-0T          | 3 t     | Couillet 903/1887 | Decauville 56/1887 | Ma Camarade Später Marc Seguin                 |      | Verkauft an Straßenbahn Royan, später an De Malzine, Carrières de Rogeries, Département Nord.                                    |
| 0-4-0T          | 3 t     |                   | Decauville 49      | La Mignonne                                    |      | Verkauft an Decauville-Bahn Diego Suarez – Camp d’Ambre.                                                                         |
| 0-4-4-0T Péchot | 9,5 t   | Péchot            | Decauville 57      | France                                         |      | 12 t Dienstgewicht, verkauft an Direction d’Artillerie de Toul (No. 1).                                                          |
| 0-4-4-0T Mallet | 9,5 t   | Tubize 661/1887   | Decauville 52      | L’Avenir Später Sergent Bobillot               |      | 12 t Dienstgewicht, für 8 % Steigung, Radien von 20 m und Schienen mit 9,5 kg/m geeignet.                                        |
| 0-4-4-0T Mallet | 9,5 t   | Tubize 697/1887   | Decauville 58      | Später Kosta                                   |      | Von Canon Legrand in Mons und Raismes an Hummel in Schweden verkauft.                                                            |
| 0-4-4-0T Mallet | 9,5 t   | Tubize 713/1888   | Decauville 59/1889 | Ville de Laon Später Diego Ferre               |      | 1891 an Tramways de Royan, später 1896 über den Decauville-Vertreter Ayulo & Cie an die Zuckerplantage in Pardu (Peru) verkauft. |
| 0-4-4-0T Péchot | 9,5 t   | Péchot            | Decauville 66      | Centenaire de 1789                             |      | [ 21 ] |
| 0-4-4-0T Mallet | 9,5 t   | Tubize 735/1889   | Decauville 71/1889 | Massouah Später Råå                            |      | Anschließend Bahnstrecke Helsingborg–Råå–Ramlösa                                                                                 |
| 0-4-4-0T Mallet | 9,5 t   | Tubize 736/1889   | Decauville 72/1889 | Kairouan Später Varaville                      |      | 1891 an Tramways de Royan, später an Chemins de fer du Calvados (N° 6) verkauft.                                                 |
| 0-4-4-0T Mallet | 9,5 t   | Tubize 739/1889   | Decauville 73/1889 | Turkestan Später Helsingborg                   |      | Anschließend Bahnstrecke Ormaryd–Anneberg. Bis 1907 Bahnstrecke Helsingborg–Råå–Ramlösa HRRJ N° 2, 1923 verschrottet             |
| 0-4-4-0T Mallet | 9,5 t   | Tubize 751/1889   | Decauville 74/1889 | Australie Später Cabourg                       |      | 1891 an Tramways de Royan, später an Chemins de fer du Calvados (N° 1) verkauft.                                                 |
| 0-4-4-0T Mallet | 9,5 t   | Tubize 752/1889   | Decauville 75/1889 | Dumbarton Später Madagascar Später Sallenelles |      | 1892 an Chemins de Fer du Calvados (N° 2, Sallenelles), 1908 an Bourillon & Pelleron verkauft.                                   |
| 0-4-4-0T Mallet | 9,5 t   | Tubize            | Decauville 80/1889 | Hanoi Später Haiphong                          |      | Später Bahnstrecke Hanoi–Đồng Đăng                                                                                               |

## Namen der Lokomotiven
Die Namen der zehn Lokomotiven erinnerten an die wichtigsten Decauville-Bahnen:
- Tourkestan stand für die 100 Werst (106 km) lange Decauville-Bahn in Turkestan der Generäle Michail Nikolajewitsch Annenkow und Michail Dmitrijewitsch Skobelew, die eingesetzt wurde, um die Verlegung der Transkapischen Eisenbahn zu erleichtern.
- Kairouan stand für an die 65 km lange Decauville-Bahn Sousse–Kairouan, die ab 1883 Sousse mit Kairouan verband. Diese Linie, die die Pioniere für den Betrieb mit Pferden gebaut hatten, ist 1889 an die Firma Bone-Guelma übergeben worden, die die notwendigen Erdbewegungsarbeiten für den Betrieb mit Lokomotiven durchführte.
- Afghanistan erinnerte an die Britische Armee gelieferte Eisenbahnausrüstung mit einer Dampflokomotive, die im zerlegten Zustand auf dem Rücken von Elefanten transportiert werden konnte.
- Massuah erinnerte an die Lieferung von 56 km Gleis und fünf Lokomotiven an das italienische Militär für die Errichtung der Decauville-Bahn Massaua–Saati im Abessinienkrieg.
- Homebush (oder Australie) stand für die Decauville-Bahn der Homebush Mill der größten Zuckerrohrplantage in Australien. Das englische Unternehmen, das sie betrieb, hat bei der Firma Deauville sechs gebrauchte Lokomotiven, 1500 Loren und 52 Kilometer Gleis bestellt.
- Porto Rico erinnerte an die insgesamt 300 km langen Gleise für 74 Zuckerrohr-Plantagen, die nach Puerto Rico geliefert wurden.
- Dumbarton stand für die Schiffswerft Denny & Brothers in Schottland, die 1884 die Gleise für eine 500 m lange Strecke mit einer Spurweite von 610 mm (2 Fuß) geliefert bekam.
- Madagascar erinnerte an die 6 km langen Gleise der Decauville-Bahn Diego Suarez – Camp d’Ambre, die geliefert wurden, um Transporte des Besatzungskorps von Antsiranana (früher: Diego Suarez) zu organisieren.
- Hanoï erinnerte an die 50 Kilometer Gleise, die für die Bahnstrecke Hanoi–Đồng Đăng nach Vietnam (früher: Tonkin) verschifft wurden, und weitere 300 Kilometer, die zum Versand bereit standen, als der Friedensvertrag abgeschlossen wurde, so dass der militärische Export nicht mehr benötigt wurde.
- Ville de Laon erinnerte an die Erfahrungen, die die Société des Ingénieurs Civils mit der Tramway de Laon gemacht hat, wo die erste vierachsige Mallet-Lokomotive eingesetzt wurde, um die die 120 lange 8 ‰ Steigung mit 150 Fahrgästen zu bezwingen. Die Lokomotive wurde daraufhin an die östlichen Forts geliefert, wo sie mit weiteren 32 Lokomotiven dieser Bauart betrieben wurde, wofür die Firma Decauville zu dieser Zeit Gleisjoche  mit einer Gesamtlänge von 460 km herstellte.[23]